# Clark Construction
Clark Construction Group, LLC er en amerikansk bygge- og anlægsvirksomhed, der er baseret i McLean, Virginia. De har 6.500 ansatte og omsætter for 6,5 mia. US $.
Virksomheden blev etableret i 1906 og gik ind i byggebranchen i 1923.